# Shire of Peppermint Grove
Shire of Peppermint Grove is een Local Government Area (LGA) in Australië in de staat West-Australië in de agglomeratie van Perth. Shire of Peppermint Grove telde 1.597 inwoners in 2021. De hoofdplaats is Peppermint Grove.
Het is de kleinste LGA in landoppervlakte in Australië.